# Ретијево отварање
Овај чланак користи алгебарску шаховску нотацију како би се описали шаховски потези.
Ретијево отварање је хипермодерно шаховско отварање, чији традиционални или класични метод почиње потезима: 
1. Сф3 д5
2. ц4
Бијели планира да доведе д5 пјешака под нападом са крила, или да га наговори да напредује на д4 и касније га подрије. Бијели ће са фијанкетом  на краљевој страни (г3 и Лг2) да створи притисак на бијела поља у центру. 
Отварање је добило име по Ричарду Ретију (1889—1929), неименованом велемајстору из Чехословачке. Отварање је у духу покрета хипермодернизма којим се Рети залагао, при чему је центар доминирао крилима, а не директном окупацијом. 
1. Сф3 развија скакача до доброг поља, припрема се за брзу малу рокаду и спречава црноме да заузме центар за 1 ... е5. Бијели одржава флексибилност не посвећујући се одређеној централној структури пјешака, док чека да види шта ће црни урадити. Међутим, на Рети не треба размишљати као о једном отварању, и свакако о једном потезу отварања, већ о комплексу отварања с многим варијантама које дијеле заједничке теме. 
Ретијево отварање је у Енциклопедији шаховских отварања (ЕЦО) класификован под ознакама А04—А09. 

## Историја
Према Ретију, отварање је уведено у мастер игри почетком 1923. године. Рети је уводно славно искористио да побиједи Јосеа Раула Капабланку, владајућег шампиона у шаху, у игри на турниру у Њујорку 1924. године.  Алекандер Аљехин је играо Рети током 1920-их, али се у то вријеме готово свака игра коју је бијели почео са Сф3 и ц4 сматрала Ретијевом. Рети је популаризовао ове потезе против свих одбрана у духу хипермодернизма, а како се отварање развијало, он је добио структуру и јаснију разлику између њега и осталих отварња. 
Ханс Кмох назвао је систем напада који је Рети користио у игри Рети—Рубинштајин, Карлсбад 1923, „Ретијево отварање“ или „систем Ретија“. Савиели Тартаковер назвао је отварање "Рети-Зукерторт отварање", и рекао да је 1. Сф3: „Отварање прошлости, које је постало 1923. године, отварање будућности.”

## Класична метода: 2.ц4
У модерно вријеме, Рети се односи само на конфигурације Сф3 и ц4 бијелога са ... д5 црнога, гдје бијели фијанкетира има најмање једног ловца и не игра рани д4.  
Послоке 2.ц4 ( ЕЦО кода А09), црнови избори су: 
- 2 ... е6 или 2 ... ц6 (држи поље д5)
- 2 ... дкц4 (одустајање од поља д5)
- 2 ... д4 (гурање пјешака)

Ако црни узме пјешака, тада на исти начин као и одбијени дамин гамбит, 3.е3 или 3.е4, враћа пјешака уз благу предност бијелому, јер је црни мало неразвијен. 3. Са3 и 3. Да4 + су такође добри и често се играју. Ова разноликост бијелих опција ограничава популарност 2 ... дхц4. 

## Транспозиције
|   | a | b | c | d | e | f | g | h |   |
| 8 | a8 black rook · b8 black knight · c8 black bishop · d8 black queen · e8 black king · f8 black bishop · g8 black knight · h8 black rook · a7 black pawn · b7 black pawn · c7 black pawn · f7 black pawn · g7 black pawn · h7 black pawn · e6 black pawn · d5 black pawn · c4 white pawn · f3 white knight · a2 white pawn · b2 white pawn · d2 white pawn · e2 white pawn · f2 white pawn · g2 white pawn · h2 white pawn · a1 white rook · b1 white knight · c1 white bishop · d1 white queen · e1 white king · f1 white bishop · h1 white rook | a8 black rook · b8 black knight · c8 black bishop · d8 black queen · e8 black king · f8 black bishop · g8 black knight · h8 black rook · a7 black pawn · b7 black pawn · c7 black pawn · f7 black pawn · g7 black pawn · h7 black pawn · e6 black pawn · d5 black pawn · c4 white pawn · f3 white knight · a2 white pawn · b2 white pawn · d2 white pawn · e2 white pawn · f2 white pawn · g2 white pawn · h2 white pawn · a1 white rook · b1 white knight · c1 white bishop · d1 white queen · e1 white king · f1 white bishop · h1 white rook | a8 black rook · b8 black knight · c8 black bishop · d8 black queen · e8 black king · f8 black bishop · g8 black knight · h8 black rook · a7 black pawn · b7 black pawn · c7 black pawn · f7 black pawn · g7 black pawn · h7 black pawn · e6 black pawn · d5 black pawn · c4 white pawn · f3 white knight · a2 white pawn · b2 white pawn · d2 white pawn · e2 white pawn · f2 white pawn · g2 white pawn · h2 white pawn · a1 white rook · b1 white knight · c1 white bishop · d1 white queen · e1 white king · f1 white bishop · h1 white rook | a8 black rook · b8 black knight · c8 black bishop · d8 black queen · e8 black king · f8 black bishop · g8 black knight · h8 black rook · a7 black pawn · b7 black pawn · c7 black pawn · f7 black pawn · g7 black pawn · h7 black pawn · e6 black pawn · d5 black pawn · c4 white pawn · f3 white knight · a2 white pawn · b2 white pawn · d2 white pawn · e2 white pawn · f2 white pawn · g2 white pawn · h2 white pawn · a1 white rook · b1 white knight · c1 white bishop · d1 white queen · e1 white king · f1 white bishop · h1 white rook | a8 black rook · b8 black knight · c8 black bishop · d8 black queen · e8 black king · f8 black bishop · g8 black knight · h8 black rook · a7 black pawn · b7 black pawn · c7 black pawn · f7 black pawn · g7 black pawn · h7 black pawn · e6 black pawn · d5 black pawn · c4 white pawn · f3 white knight · a2 white pawn · b2 white pawn · d2 white pawn · e2 white pawn · f2 white pawn · g2 white pawn · h2 white pawn · a1 white rook · b1 white knight · c1 white bishop · d1 white queen · e1 white king · f1 white bishop · h1 white rook | a8 black rook · b8 black knight · c8 black bishop · d8 black queen · e8 black king · f8 black bishop · g8 black knight · h8 black rook · a7 black pawn · b7 black pawn · c7 black pawn · f7 black pawn · g7 black pawn · h7 black pawn · e6 black pawn · d5 black pawn · c4 white pawn · f3 white knight · a2 white pawn · b2 white pawn · d2 white pawn · e2 white pawn · f2 white pawn · g2 white pawn · h2 white pawn · a1 white rook · b1 white knight · c1 white bishop · d1 white queen · e1 white king · f1 white bishop · h1 white rook | a8 black rook · b8 black knight · c8 black bishop · d8 black queen · e8 black king · f8 black bishop · g8 black knight · h8 black rook · a7 black pawn · b7 black pawn · c7 black pawn · f7 black pawn · g7 black pawn · h7 black pawn · e6 black pawn · d5 black pawn · c4 white pawn · f3 white knight · a2 white pawn · b2 white pawn · d2 white pawn · e2 white pawn · f2 white pawn · g2 white pawn · h2 white pawn · a1 white rook · b1 white knight · c1 white bishop · d1 white queen · e1 white king · f1 white bishop · h1 white rook | a8 black rook · b8 black knight · c8 black bishop · d8 black queen · e8 black king · f8 black bishop · g8 black knight · h8 black rook · a7 black pawn · b7 black pawn · c7 black pawn · f7 black pawn · g7 black pawn · h7 black pawn · e6 black pawn · d5 black pawn · c4 white pawn · f3 white knight · a2 white pawn · b2 white pawn · d2 white pawn · e2 white pawn · f2 white pawn · g2 white pawn · h2 white pawn · a1 white rook · b1 white knight · c1 white bishop · d1 white queen · e1 white king · f1 white bishop · h1 white rook | 8 |
| 7 | a8 black rook · b8 black knight · c8 black bishop · d8 black queen · e8 black king · f8 black bishop · g8 black knight · h8 black rook · a7 black pawn · b7 black pawn · c7 black pawn · f7 black pawn · g7 black pawn · h7 black pawn · e6 black pawn · d5 black pawn · c4 white pawn · f3 white knight · a2 white pawn · b2 white pawn · d2 white pawn · e2 white pawn · f2 white pawn · g2 white pawn · h2 white pawn · a1 white rook · b1 white knight · c1 white bishop · d1 white queen · e1 white king · f1 white bishop · h1 white rook | a8 black rook · b8 black knight · c8 black bishop · d8 black queen · e8 black king · f8 black bishop · g8 black knight · h8 black rook · a7 black pawn · b7 black pawn · c7 black pawn · f7 black pawn · g7 black pawn · h7 black pawn · e6 black pawn · d5 black pawn · c4 white pawn · f3 white knight · a2 white pawn · b2 white pawn · d2 white pawn · e2 white pawn · f2 white pawn · g2 white pawn · h2 white pawn · a1 white rook · b1 white knight · c1 white bishop · d1 white queen · e1 white king · f1 white bishop · h1 white rook | a8 black rook · b8 black knight · c8 black bishop · d8 black queen · e8 black king · f8 black bishop · g8 black knight · h8 black rook · a7 black pawn · b7 black pawn · c7 black pawn · f7 black pawn · g7 black pawn · h7 black pawn · e6 black pawn · d5 black pawn · c4 white pawn · f3 white knight · a2 white pawn · b2 white pawn · d2 white pawn · e2 white pawn · f2 white pawn · g2 white pawn · h2 white pawn · a1 white rook · b1 white knight · c1 white bishop · d1 white queen · e1 white king · f1 white bishop · h1 white rook | a8 black rook · b8 black knight · c8 black bishop · d8 black queen · e8 black king · f8 black bishop · g8 black knight · h8 black rook · a7 black pawn · b7 black pawn · c7 black pawn · f7 black pawn · g7 black pawn · h7 black pawn · e6 black pawn · d5 black pawn · c4 white pawn · f3 white knight · a2 white pawn · b2 white pawn · d2 white pawn · e2 white pawn · f2 white pawn · g2 white pawn · h2 white pawn · a1 white rook · b1 white knight · c1 white bishop · d1 white queen · e1 white king · f1 white bishop · h1 white rook | a8 black rook · b8 black knight · c8 black bishop · d8 black queen · e8 black king · f8 black bishop · g8 black knight · h8 black rook · a7 black pawn · b7 black pawn · c7 black pawn · f7 black pawn · g7 black pawn · h7 black pawn · e6 black pawn · d5 black pawn · c4 white pawn · f3 white knight · a2 white pawn · b2 white pawn · d2 white pawn · e2 white pawn · f2 white pawn · g2 white pawn · h2 white pawn · a1 white rook · b1 white knight · c1 white bishop · d1 white queen · e1 white king · f1 white bishop · h1 white rook | a8 black rook · b8 black knight · c8 black bishop · d8 black queen · e8 black king · f8 black bishop · g8 black knight · h8 black rook · a7 black pawn · b7 black pawn · c7 black pawn · f7 black pawn · g7 black pawn · h7 black pawn · e6 black pawn · d5 black pawn · c4 white pawn · f3 white knight · a2 white pawn · b2 white pawn · d2 white pawn · e2 white pawn · f2 white pawn · g2 white pawn · h2 white pawn · a1 white rook · b1 white knight · c1 white bishop · d1 white queen · e1 white king · f1 white bishop · h1 white rook | a8 black rook · b8 black knight · c8 black bishop · d8 black queen · e8 black king · f8 black bishop · g8 black knight · h8 black rook · a7 black pawn · b7 black pawn · c7 black pawn · f7 black pawn · g7 black pawn · h7 black pawn · e6 black pawn · d5 black pawn · c4 white pawn · f3 white knight · a2 white pawn · b2 white pawn · d2 white pawn · e2 white pawn · f2 white pawn · g2 white pawn · h2 white pawn · a1 white rook · b1 white knight · c1 white bishop · d1 white queen · e1 white king · f1 white bishop · h1 white rook | a8 black rook · b8 black knight · c8 black bishop · d8 black queen · e8 black king · f8 black bishop · g8 black knight · h8 black rook · a7 black pawn · b7 black pawn · c7 black pawn · f7 black pawn · g7 black pawn · h7 black pawn · e6 black pawn · d5 black pawn · c4 white pawn · f3 white knight · a2 white pawn · b2 white pawn · d2 white pawn · e2 white pawn · f2 white pawn · g2 white pawn · h2 white pawn · a1 white rook · b1 white knight · c1 white bishop · d1 white queen · e1 white king · f1 white bishop · h1 white rook | 7 |
| 6 | a8 black rook · b8 black knight · c8 black bishop · d8 black queen · e8 black king · f8 black bishop · g8 black knight · h8 black rook · a7 black pawn · b7 black pawn · c7 black pawn · f7 black pawn · g7 black pawn · h7 black pawn · e6 black pawn · d5 black pawn · c4 white pawn · f3 white knight · a2 white pawn · b2 white pawn · d2 white pawn · e2 white pawn · f2 white pawn · g2 white pawn · h2 white pawn · a1 white rook · b1 white knight · c1 white bishop · d1 white queen · e1 white king · f1 white bishop · h1 white rook | a8 black rook · b8 black knight · c8 black bishop · d8 black queen · e8 black king · f8 black bishop · g8 black knight · h8 black rook · a7 black pawn · b7 black pawn · c7 black pawn · f7 black pawn · g7 black pawn · h7 black pawn · e6 black pawn · d5 black pawn · c4 white pawn · f3 white knight · a2 white pawn · b2 white pawn · d2 white pawn · e2 white pawn · f2 white pawn · g2 white pawn · h2 white pawn · a1 white rook · b1 white knight · c1 white bishop · d1 white queen · e1 white king · f1 white bishop · h1 white rook | a8 black rook · b8 black knight · c8 black bishop · d8 black queen · e8 black king · f8 black bishop · g8 black knight · h8 black rook · a7 black pawn · b7 black pawn · c7 black pawn · f7 black pawn · g7 black pawn · h7 black pawn · e6 black pawn · d5 black pawn · c4 white pawn · f3 white knight · a2 white pawn · b2 white pawn · d2 white pawn · e2 white pawn · f2 white pawn · g2 white pawn · h2 white pawn · a1 white rook · b1 white knight · c1 white bishop · d1 white queen · e1 white king · f1 white bishop · h1 white rook | a8 black rook · b8 black knight · c8 black bishop · d8 black queen · e8 black king · f8 black bishop · g8 black knight · h8 black rook · a7 black pawn · b7 black pawn · c7 black pawn · f7 black pawn · g7 black pawn · h7 black pawn · e6 black pawn · d5 black pawn · c4 white pawn · f3 white knight · a2 white pawn · b2 white pawn · d2 white pawn · e2 white pawn · f2 white pawn · g2 white pawn · h2 white pawn · a1 white rook · b1 white knight · c1 white bishop · d1 white queen · e1 white king · f1 white bishop · h1 white rook | a8 black rook · b8 black knight · c8 black bishop · d8 black queen · e8 black king · f8 black bishop · g8 black knight · h8 black rook · a7 black pawn · b7 black pawn · c7 black pawn · f7 black pawn · g7 black pawn · h7 black pawn · e6 black pawn · d5 black pawn · c4 white pawn · f3 white knight · a2 white pawn · b2 white pawn · d2 white pawn · e2 white pawn · f2 white pawn · g2 white pawn · h2 white pawn · a1 white rook · b1 white knight · c1 white bishop · d1 white queen · e1 white king · f1 white bishop · h1 white rook | a8 black rook · b8 black knight · c8 black bishop · d8 black queen · e8 black king · f8 black bishop · g8 black knight · h8 black rook · a7 black pawn · b7 black pawn · c7 black pawn · f7 black pawn · g7 black pawn · h7 black pawn · e6 black pawn · d5 black pawn · c4 white pawn · f3 white knight · a2 white pawn · b2 white pawn · d2 white pawn · e2 white pawn · f2 white pawn · g2 white pawn · h2 white pawn · a1 white rook · b1 white knight · c1 white bishop · d1 white queen · e1 white king · f1 white bishop · h1 white rook | a8 black rook · b8 black knight · c8 black bishop · d8 black queen · e8 black king · f8 black bishop · g8 black knight · h8 black rook · a7 black pawn · b7 black pawn · c7 black pawn · f7 black pawn · g7 black pawn · h7 black pawn · e6 black pawn · d5 black pawn · c4 white pawn · f3 white knight · a2 white pawn · b2 white pawn · d2 white pawn · e2 white pawn · f2 white pawn · g2 white pawn · h2 white pawn · a1 white rook · b1 white knight · c1 white bishop · d1 white queen · e1 white king · f1 white bishop · h1 white rook | a8 black rook · b8 black knight · c8 black bishop · d8 black queen · e8 black king · f8 black bishop · g8 black knight · h8 black rook · a7 black pawn · b7 black pawn · c7 black pawn · f7 black pawn · g7 black pawn · h7 black pawn · e6 black pawn · d5 black pawn · c4 white pawn · f3 white knight · a2 white pawn · b2 white pawn · d2 white pawn · e2 white pawn · f2 white pawn · g2 white pawn · h2 white pawn · a1 white rook · b1 white knight · c1 white bishop · d1 white queen · e1 white king · f1 white bishop · h1 white rook | 6 |
| 5 | a8 black rook · b8 black knight · c8 black bishop · d8 black queen · e8 black king · f8 black bishop · g8 black knight · h8 black rook · a7 black pawn · b7 black pawn · c7 black pawn · f7 black pawn · g7 black pawn · h7 black pawn · e6 black pawn · d5 black pawn · c4 white pawn · f3 white knight · a2 white pawn · b2 white pawn · d2 white pawn · e2 white pawn · f2 white pawn · g2 white pawn · h2 white pawn · a1 white rook · b1 white knight · c1 white bishop · d1 white queen · e1 white king · f1 white bishop · h1 white rook | a8 black rook · b8 black knight · c8 black bishop · d8 black queen · e8 black king · f8 black bishop · g8 black knight · h8 black rook · a7 black pawn · b7 black pawn · c7 black pawn · f7 black pawn · g7 black pawn · h7 black pawn · e6 black pawn · d5 black pawn · c4 white pawn · f3 white knight · a2 white pawn · b2 white pawn · d2 white pawn · e2 white pawn · f2 white pawn · g2 white pawn · h2 white pawn · a1 white rook · b1 white knight · c1 white bishop · d1 white queen · e1 white king · f1 white bishop · h1 white rook | a8 black rook · b8 black knight · c8 black bishop · d8 black queen · e8 black king · f8 black bishop · g8 black knight · h8 black rook · a7 black pawn · b7 black pawn · c7 black pawn · f7 black pawn · g7 black pawn · h7 black pawn · e6 black pawn · d5 black pawn · c4 white pawn · f3 white knight · a2 white pawn · b2 white pawn · d2 white pawn · e2 white pawn · f2 white pawn · g2 white pawn · h2 white pawn · a1 white rook · b1 white knight · c1 white bishop · d1 white queen · e1 white king · f1 white bishop · h1 white rook | a8 black rook · b8 black knight · c8 black bishop · d8 black queen · e8 black king · f8 black bishop · g8 black knight · h8 black rook · a7 black pawn · b7 black pawn · c7 black pawn · f7 black pawn · g7 black pawn · h7 black pawn · e6 black pawn · d5 black pawn · c4 white pawn · f3 white knight · a2 white pawn · b2 white pawn · d2 white pawn · e2 white pawn · f2 white pawn · g2 white pawn · h2 white pawn · a1 white rook · b1 white knight · c1 white bishop · d1 white queen · e1 white king · f1 white bishop · h1 white rook | a8 black rook · b8 black knight · c8 black bishop · d8 black queen · e8 black king · f8 black bishop · g8 black knight · h8 black rook · a7 black pawn · b7 black pawn · c7 black pawn · f7 black pawn · g7 black pawn · h7 black pawn · e6 black pawn · d5 black pawn · c4 white pawn · f3 white knight · a2 white pawn · b2 white pawn · d2 white pawn · e2 white pawn · f2 white pawn · g2 white pawn · h2 white pawn · a1 white rook · b1 white knight · c1 white bishop · d1 white queen · e1 white king · f1 white bishop · h1 white rook | a8 black rook · b8 black knight · c8 black bishop · d8 black queen · e8 black king · f8 black bishop · g8 black knight · h8 black rook · a7 black pawn · b7 black pawn · c7 black pawn · f7 black pawn · g7 black pawn · h7 black pawn · e6 black pawn · d5 black pawn · c4 white pawn · f3 white knight · a2 white pawn · b2 white pawn · d2 white pawn · e2 white pawn · f2 white pawn · g2 white pawn · h2 white pawn · a1 white rook · b1 white knight · c1 white bishop · d1 white queen · e1 white king · f1 white bishop · h1 white rook | a8 black rook · b8 black knight · c8 black bishop · d8 black queen · e8 black king · f8 black bishop · g8 black knight · h8 black rook · a7 black pawn · b7 black pawn · c7 black pawn · f7 black pawn · g7 black pawn · h7 black pawn · e6 black pawn · d5 black pawn · c4 white pawn · f3 white knight · a2 white pawn · b2 white pawn · d2 white pawn · e2 white pawn · f2 white pawn · g2 white pawn · h2 white pawn · a1 white rook · b1 white knight · c1 white bishop · d1 white queen · e1 white king · f1 white bishop · h1 white rook | a8 black rook · b8 black knight · c8 black bishop · d8 black queen · e8 black king · f8 black bishop · g8 black knight · h8 black rook · a7 black pawn · b7 black pawn · c7 black pawn · f7 black pawn · g7 black pawn · h7 black pawn · e6 black pawn · d5 black pawn · c4 white pawn · f3 white knight · a2 white pawn · b2 white pawn · d2 white pawn · e2 white pawn · f2 white pawn · g2 white pawn · h2 white pawn · a1 white rook · b1 white knight · c1 white bishop · d1 white queen · e1 white king · f1 white bishop · h1 white rook | 5 |
| 4 | a8 black rook · b8 black knight · c8 black bishop · d8 black queen · e8 black king · f8 black bishop · g8 black knight · h8 black rook · a7 black pawn · b7 black pawn · c7 black pawn · f7 black pawn · g7 black pawn · h7 black pawn · e6 black pawn · d5 black pawn · c4 white pawn · f3 white knight · a2 white pawn · b2 white pawn · d2 white pawn · e2 white pawn · f2 white pawn · g2 white pawn · h2 white pawn · a1 white rook · b1 white knight · c1 white bishop · d1 white queen · e1 white king · f1 white bishop · h1 white rook | a8 black rook · b8 black knight · c8 black bishop · d8 black queen · e8 black king · f8 black bishop · g8 black knight · h8 black rook · a7 black pawn · b7 black pawn · c7 black pawn · f7 black pawn · g7 black pawn · h7 black pawn · e6 black pawn · d5 black pawn · c4 white pawn · f3 white knight · a2 white pawn · b2 white pawn · d2 white pawn · e2 white pawn · f2 white pawn · g2 white pawn · h2 white pawn · a1 white rook · b1 white knight · c1 white bishop · d1 white queen · e1 white king · f1 white bishop · h1 white rook | a8 black rook · b8 black knight · c8 black bishop · d8 black queen · e8 black king · f8 black bishop · g8 black knight · h8 black rook · a7 black pawn · b7 black pawn · c7 black pawn · f7 black pawn · g7 black pawn · h7 black pawn · e6 black pawn · d5 black pawn · c4 white pawn · f3 white knight · a2 white pawn · b2 white pawn · d2 white pawn · e2 white pawn · f2 white pawn · g2 white pawn · h2 white pawn · a1 white rook · b1 white knight · c1 white bishop · d1 white queen · e1 white king · f1 white bishop · h1 white rook | a8 black rook · b8 black knight · c8 black bishop · d8 black queen · e8 black king · f8 black bishop · g8 black knight · h8 black rook · a7 black pawn · b7 black pawn · c7 black pawn · f7 black pawn · g7 black pawn · h7 black pawn · e6 black pawn · d5 black pawn · c4 white pawn · f3 white knight · a2 white pawn · b2 white pawn · d2 white pawn · e2 white pawn · f2 white pawn · g2 white pawn · h2 white pawn · a1 white rook · b1 white knight · c1 white bishop · d1 white queen · e1 white king · f1 white bishop · h1 white rook | a8 black rook · b8 black knight · c8 black bishop · d8 black queen · e8 black king · f8 black bishop · g8 black knight · h8 black rook · a7 black pawn · b7 black pawn · c7 black pawn · f7 black pawn · g7 black pawn · h7 black pawn · e6 black pawn · d5 black pawn · c4 white pawn · f3 white knight · a2 white pawn · b2 white pawn · d2 white pawn · e2 white pawn · f2 white pawn · g2 white pawn · h2 white pawn · a1 white rook · b1 white knight · c1 white bishop · d1 white queen · e1 white king · f1 white bishop · h1 white rook | a8 black rook · b8 black knight · c8 black bishop · d8 black queen · e8 black king · f8 black bishop · g8 black knight · h8 black rook · a7 black pawn · b7 black pawn · c7 black pawn · f7 black pawn · g7 black pawn · h7 black pawn · e6 black pawn · d5 black pawn · c4 white pawn · f3 white knight · a2 white pawn · b2 white pawn · d2 white pawn · e2 white pawn · f2 white pawn · g2 white pawn · h2 white pawn · a1 white rook · b1 white knight · c1 white bishop · d1 white queen · e1 white king · f1 white bishop · h1 white rook | a8 black rook · b8 black knight · c8 black bishop · d8 black queen · e8 black king · f8 black bishop · g8 black knight · h8 black rook · a7 black pawn · b7 black pawn · c7 black pawn · f7 black pawn · g7 black pawn · h7 black pawn · e6 black pawn · d5 black pawn · c4 white pawn · f3 white knight · a2 white pawn · b2 white pawn · d2 white pawn · e2 white pawn · f2 white pawn · g2 white pawn · h2 white pawn · a1 white rook · b1 white knight · c1 white bishop · d1 white queen · e1 white king · f1 white bishop · h1 white rook | a8 black rook · b8 black knight · c8 black bishop · d8 black queen · e8 black king · f8 black bishop · g8 black knight · h8 black rook · a7 black pawn · b7 black pawn · c7 black pawn · f7 black pawn · g7 black pawn · h7 black pawn · e6 black pawn · d5 black pawn · c4 white pawn · f3 white knight · a2 white pawn · b2 white pawn · d2 white pawn · e2 white pawn · f2 white pawn · g2 white pawn · h2 white pawn · a1 white rook · b1 white knight · c1 white bishop · d1 white queen · e1 white king · f1 white bishop · h1 white rook | 4 |
| 3 | a8 black rook · b8 black knight · c8 black bishop · d8 black queen · e8 black king · f8 black bishop · g8 black knight · h8 black rook · a7 black pawn · b7 black pawn · c7 black pawn · f7 black pawn · g7 black pawn · h7 black pawn · e6 black pawn · d5 black pawn · c4 white pawn · f3 white knight · a2 white pawn · b2 white pawn · d2 white pawn · e2 white pawn · f2 white pawn · g2 white pawn · h2 white pawn · a1 white rook · b1 white knight · c1 white bishop · d1 white queen · e1 white king · f1 white bishop · h1 white rook | a8 black rook · b8 black knight · c8 black bishop · d8 black queen · e8 black king · f8 black bishop · g8 black knight · h8 black rook · a7 black pawn · b7 black pawn · c7 black pawn · f7 black pawn · g7 black pawn · h7 black pawn · e6 black pawn · d5 black pawn · c4 white pawn · f3 white knight · a2 white pawn · b2 white pawn · d2 white pawn · e2 white pawn · f2 white pawn · g2 white pawn · h2 white pawn · a1 white rook · b1 white knight · c1 white bishop · d1 white queen · e1 white king · f1 white bishop · h1 white rook | a8 black rook · b8 black knight · c8 black bishop · d8 black queen · e8 black king · f8 black bishop · g8 black knight · h8 black rook · a7 black pawn · b7 black pawn · c7 black pawn · f7 black pawn · g7 black pawn · h7 black pawn · e6 black pawn · d5 black pawn · c4 white pawn · f3 white knight · a2 white pawn · b2 white pawn · d2 white pawn · e2 white pawn · f2 white pawn · g2 white pawn · h2 white pawn · a1 white rook · b1 white knight · c1 white bishop · d1 white queen · e1 white king · f1 white bishop · h1 white rook | a8 black rook · b8 black knight · c8 black bishop · d8 black queen · e8 black king · f8 black bishop · g8 black knight · h8 black rook · a7 black pawn · b7 black pawn · c7 black pawn · f7 black pawn · g7 black pawn · h7 black pawn · e6 black pawn · d5 black pawn · c4 white pawn · f3 white knight · a2 white pawn · b2 white pawn · d2 white pawn · e2 white pawn · f2 white pawn · g2 white pawn · h2 white pawn · a1 white rook · b1 white knight · c1 white bishop · d1 white queen · e1 white king · f1 white bishop · h1 white rook | a8 black rook · b8 black knight · c8 black bishop · d8 black queen · e8 black king · f8 black bishop · g8 black knight · h8 black rook · a7 black pawn · b7 black pawn · c7 black pawn · f7 black pawn · g7 black pawn · h7 black pawn · e6 black pawn · d5 black pawn · c4 white pawn · f3 white knight · a2 white pawn · b2 white pawn · d2 white pawn · e2 white pawn · f2 white pawn · g2 white pawn · h2 white pawn · a1 white rook · b1 white knight · c1 white bishop · d1 white queen · e1 white king · f1 white bishop · h1 white rook | a8 black rook · b8 black knight · c8 black bishop · d8 black queen · e8 black king · f8 black bishop · g8 black knight · h8 black rook · a7 black pawn · b7 black pawn · c7 black pawn · f7 black pawn · g7 black pawn · h7 black pawn · e6 black pawn · d5 black pawn · c4 white pawn · f3 white knight · a2 white pawn · b2 white pawn · d2 white pawn · e2 white pawn · f2 white pawn · g2 white pawn · h2 white pawn · a1 white rook · b1 white knight · c1 white bishop · d1 white queen · e1 white king · f1 white bishop · h1 white rook | a8 black rook · b8 black knight · c8 black bishop · d8 black queen · e8 black king · f8 black bishop · g8 black knight · h8 black rook · a7 black pawn · b7 black pawn · c7 black pawn · f7 black pawn · g7 black pawn · h7 black pawn · e6 black pawn · d5 black pawn · c4 white pawn · f3 white knight · a2 white pawn · b2 white pawn · d2 white pawn · e2 white pawn · f2 white pawn · g2 white pawn · h2 white pawn · a1 white rook · b1 white knight · c1 white bishop · d1 white queen · e1 white king · f1 white bishop · h1 white rook | a8 black rook · b8 black knight · c8 black bishop · d8 black queen · e8 black king · f8 black bishop · g8 black knight · h8 black rook · a7 black pawn · b7 black pawn · c7 black pawn · f7 black pawn · g7 black pawn · h7 black pawn · e6 black pawn · d5 black pawn · c4 white pawn · f3 white knight · a2 white pawn · b2 white pawn · d2 white pawn · e2 white pawn · f2 white pawn · g2 white pawn · h2 white pawn · a1 white rook · b1 white knight · c1 white bishop · d1 white queen · e1 white king · f1 white bishop · h1 white rook | 3 |
| 2 | a8 black rook · b8 black knight · c8 black bishop · d8 black queen · e8 black king · f8 black bishop · g8 black knight · h8 black rook · a7 black pawn · b7 black pawn · c7 black pawn · f7 black pawn · g7 black pawn · h7 black pawn · e6 black pawn · d5 black pawn · c4 white pawn · f3 white knight · a2 white pawn · b2 white pawn · d2 white pawn · e2 white pawn · f2 white pawn · g2 white pawn · h2 white pawn · a1 white rook · b1 white knight · c1 white bishop · d1 white queen · e1 white king · f1 white bishop · h1 white rook | a8 black rook · b8 black knight · c8 black bishop · d8 black queen · e8 black king · f8 black bishop · g8 black knight · h8 black rook · a7 black pawn · b7 black pawn · c7 black pawn · f7 black pawn · g7 black pawn · h7 black pawn · e6 black pawn · d5 black pawn · c4 white pawn · f3 white knight · a2 white pawn · b2 white pawn · d2 white pawn · e2 white pawn · f2 white pawn · g2 white pawn · h2 white pawn · a1 white rook · b1 white knight · c1 white bishop · d1 white queen · e1 white king · f1 white bishop · h1 white rook | a8 black rook · b8 black knight · c8 black bishop · d8 black queen · e8 black king · f8 black bishop · g8 black knight · h8 black rook · a7 black pawn · b7 black pawn · c7 black pawn · f7 black pawn · g7 black pawn · h7 black pawn · e6 black pawn · d5 black pawn · c4 white pawn · f3 white knight · a2 white pawn · b2 white pawn · d2 white pawn · e2 white pawn · f2 white pawn · g2 white pawn · h2 white pawn · a1 white rook · b1 white knight · c1 white bishop · d1 white queen · e1 white king · f1 white bishop · h1 white rook | a8 black rook · b8 black knight · c8 black bishop · d8 black queen · e8 black king · f8 black bishop · g8 black knight · h8 black rook · a7 black pawn · b7 black pawn · c7 black pawn · f7 black pawn · g7 black pawn · h7 black pawn · e6 black pawn · d5 black pawn · c4 white pawn · f3 white knight · a2 white pawn · b2 white pawn · d2 white pawn · e2 white pawn · f2 white pawn · g2 white pawn · h2 white pawn · a1 white rook · b1 white knight · c1 white bishop · d1 white queen · e1 white king · f1 white bishop · h1 white rook | a8 black rook · b8 black knight · c8 black bishop · d8 black queen · e8 black king · f8 black bishop · g8 black knight · h8 black rook · a7 black pawn · b7 black pawn · c7 black pawn · f7 black pawn · g7 black pawn · h7 black pawn · e6 black pawn · d5 black pawn · c4 white pawn · f3 white knight · a2 white pawn · b2 white pawn · d2 white pawn · e2 white pawn · f2 white pawn · g2 white pawn · h2 white pawn · a1 white rook · b1 white knight · c1 white bishop · d1 white queen · e1 white king · f1 white bishop · h1 white rook | a8 black rook · b8 black knight · c8 black bishop · d8 black queen · e8 black king · f8 black bishop · g8 black knight · h8 black rook · a7 black pawn · b7 black pawn · c7 black pawn · f7 black pawn · g7 black pawn · h7 black pawn · e6 black pawn · d5 black pawn · c4 white pawn · f3 white knight · a2 white pawn · b2 white pawn · d2 white pawn · e2 white pawn · f2 white pawn · g2 white pawn · h2 white pawn · a1 white rook · b1 white knight · c1 white bishop · d1 white queen · e1 white king · f1 white bishop · h1 white rook | a8 black rook · b8 black knight · c8 black bishop · d8 black queen · e8 black king · f8 black bishop · g8 black knight · h8 black rook · a7 black pawn · b7 black pawn · c7 black pawn · f7 black pawn · g7 black pawn · h7 black pawn · e6 black pawn · d5 black pawn · c4 white pawn · f3 white knight · a2 white pawn · b2 white pawn · d2 white pawn · e2 white pawn · f2 white pawn · g2 white pawn · h2 white pawn · a1 white rook · b1 white knight · c1 white bishop · d1 white queen · e1 white king · f1 white bishop · h1 white rook | a8 black rook · b8 black knight · c8 black bishop · d8 black queen · e8 black king · f8 black bishop · g8 black knight · h8 black rook · a7 black pawn · b7 black pawn · c7 black pawn · f7 black pawn · g7 black pawn · h7 black pawn · e6 black pawn · d5 black pawn · c4 white pawn · f3 white knight · a2 white pawn · b2 white pawn · d2 white pawn · e2 white pawn · f2 white pawn · g2 white pawn · h2 white pawn · a1 white rook · b1 white knight · c1 white bishop · d1 white queen · e1 white king · f1 white bishop · h1 white rook | 2 |
| 1 | a8 black rook · b8 black knight · c8 black bishop · d8 black queen · e8 black king · f8 black bishop · g8 black knight · h8 black rook · a7 black pawn · b7 black pawn · c7 black pawn · f7 black pawn · g7 black pawn · h7 black pawn · e6 black pawn · d5 black pawn · c4 white pawn · f3 white knight · a2 white pawn · b2 white pawn · d2 white pawn · e2 white pawn · f2 white pawn · g2 white pawn · h2 white pawn · a1 white rook · b1 white knight · c1 white bishop · d1 white queen · e1 white king · f1 white bishop · h1 white rook | a8 black rook · b8 black knight · c8 black bishop · d8 black queen · e8 black king · f8 black bishop · g8 black knight · h8 black rook · a7 black pawn · b7 black pawn · c7 black pawn · f7 black pawn · g7 black pawn · h7 black pawn · e6 black pawn · d5 black pawn · c4 white pawn · f3 white knight · a2 white pawn · b2 white pawn · d2 white pawn · e2 white pawn · f2 white pawn · g2 white pawn · h2 white pawn · a1 white rook · b1 white knight · c1 white bishop · d1 white queen · e1 white king · f1 white bishop · h1 white rook | a8 black rook · b8 black knight · c8 black bishop · d8 black queen · e8 black king · f8 black bishop · g8 black knight · h8 black rook · a7 black pawn · b7 black pawn · c7 black pawn · f7 black pawn · g7 black pawn · h7 black pawn · e6 black pawn · d5 black pawn · c4 white pawn · f3 white knight · a2 white pawn · b2 white pawn · d2 white pawn · e2 white pawn · f2 white pawn · g2 white pawn · h2 white pawn · a1 white rook · b1 white knight · c1 white bishop · d1 white queen · e1 white king · f1 white bishop · h1 white rook | a8 black rook · b8 black knight · c8 black bishop · d8 black queen · e8 black king · f8 black bishop · g8 black knight · h8 black rook · a7 black pawn · b7 black pawn · c7 black pawn · f7 black pawn · g7 black pawn · h7 black pawn · e6 black pawn · d5 black pawn · c4 white pawn · f3 white knight · a2 white pawn · b2 white pawn · d2 white pawn · e2 white pawn · f2 white pawn · g2 white pawn · h2 white pawn · a1 white rook · b1 white knight · c1 white bishop · d1 white queen · e1 white king · f1 white bishop · h1 white rook | a8 black rook · b8 black knight · c8 black bishop · d8 black queen · e8 black king · f8 black bishop · g8 black knight · h8 black rook · a7 black pawn · b7 black pawn · c7 black pawn · f7 black pawn · g7 black pawn · h7 black pawn · e6 black pawn · d5 black pawn · c4 white pawn · f3 white knight · a2 white pawn · b2 white pawn · d2 white pawn · e2 white pawn · f2 white pawn · g2 white pawn · h2 white pawn · a1 white rook · b1 white knight · c1 white bishop · d1 white queen · e1 white king · f1 white bishop · h1 white rook | a8 black rook · b8 black knight · c8 black bishop · d8 black queen · e8 black king · f8 black bishop · g8 black knight · h8 black rook · a7 black pawn · b7 black pawn · c7 black pawn · f7 black pawn · g7 black pawn · h7 black pawn · e6 black pawn · d5 black pawn · c4 white pawn · f3 white knight · a2 white pawn · b2 white pawn · d2 white pawn · e2 white pawn · f2 white pawn · g2 white pawn · h2 white pawn · a1 white rook · b1 white knight · c1 white bishop · d1 white queen · e1 white king · f1 white bishop · h1 white rook | a8 black rook · b8 black knight · c8 black bishop · d8 black queen · e8 black king · f8 black bishop · g8 black knight · h8 black rook · a7 black pawn · b7 black pawn · c7 black pawn · f7 black pawn · g7 black pawn · h7 black pawn · e6 black pawn · d5 black pawn · c4 white pawn · f3 white knight · a2 white pawn · b2 white pawn · d2 white pawn · e2 white pawn · f2 white pawn · g2 white pawn · h2 white pawn · a1 white rook · b1 white knight · c1 white bishop · d1 white queen · e1 white king · f1 white bishop · h1 white rook | a8 black rook · b8 black knight · c8 black bishop · d8 black queen · e8 black king · f8 black bishop · g8 black knight · h8 black rook · a7 black pawn · b7 black pawn · c7 black pawn · f7 black pawn · g7 black pawn · h7 black pawn · e6 black pawn · d5 black pawn · c4 white pawn · f3 white knight · a2 white pawn · b2 white pawn · d2 white pawn · e2 white pawn · f2 white pawn · g2 white pawn · h2 white pawn · a1 white rook · b1 white knight · c1 white bishop · d1 white queen · e1 white king · f1 white bishop · h1 white rook | 1 |
|   | a | b | c | d | e | f | g | h |   |

|   | a | b | c | d | e | f | g | h |   |
| 8 | a8 black rook · b8 black knight · c8 black bishop · d8 black queen · f8 black rook · g8 black king · a7 black pawn · b7 black pawn · c7 black pawn · e7 black bishop · f7 black pawn · g7 black pawn · h7 black pawn · e6 black pawn · f6 black knight · d5 black pawn · c4 white pawn · f3 white knight · g3 white pawn · a2 white pawn · b2 white pawn · d2 white pawn · e2 white pawn · f2 white pawn · g2 white bishop · h2 white pawn · a1 white rook · b1 white knight · c1 white bishop · d1 white queen · f1 white rook · g1 white king | a8 black rook · b8 black knight · c8 black bishop · d8 black queen · f8 black rook · g8 black king · a7 black pawn · b7 black pawn · c7 black pawn · e7 black bishop · f7 black pawn · g7 black pawn · h7 black pawn · e6 black pawn · f6 black knight · d5 black pawn · c4 white pawn · f3 white knight · g3 white pawn · a2 white pawn · b2 white pawn · d2 white pawn · e2 white pawn · f2 white pawn · g2 white bishop · h2 white pawn · a1 white rook · b1 white knight · c1 white bishop · d1 white queen · f1 white rook · g1 white king | a8 black rook · b8 black knight · c8 black bishop · d8 black queen · f8 black rook · g8 black king · a7 black pawn · b7 black pawn · c7 black pawn · e7 black bishop · f7 black pawn · g7 black pawn · h7 black pawn · e6 black pawn · f6 black knight · d5 black pawn · c4 white pawn · f3 white knight · g3 white pawn · a2 white pawn · b2 white pawn · d2 white pawn · e2 white pawn · f2 white pawn · g2 white bishop · h2 white pawn · a1 white rook · b1 white knight · c1 white bishop · d1 white queen · f1 white rook · g1 white king | a8 black rook · b8 black knight · c8 black bishop · d8 black queen · f8 black rook · g8 black king · a7 black pawn · b7 black pawn · c7 black pawn · e7 black bishop · f7 black pawn · g7 black pawn · h7 black pawn · e6 black pawn · f6 black knight · d5 black pawn · c4 white pawn · f3 white knight · g3 white pawn · a2 white pawn · b2 white pawn · d2 white pawn · e2 white pawn · f2 white pawn · g2 white bishop · h2 white pawn · a1 white rook · b1 white knight · c1 white bishop · d1 white queen · f1 white rook · g1 white king | a8 black rook · b8 black knight · c8 black bishop · d8 black queen · f8 black rook · g8 black king · a7 black pawn · b7 black pawn · c7 black pawn · e7 black bishop · f7 black pawn · g7 black pawn · h7 black pawn · e6 black pawn · f6 black knight · d5 black pawn · c4 white pawn · f3 white knight · g3 white pawn · a2 white pawn · b2 white pawn · d2 white pawn · e2 white pawn · f2 white pawn · g2 white bishop · h2 white pawn · a1 white rook · b1 white knight · c1 white bishop · d1 white queen · f1 white rook · g1 white king | a8 black rook · b8 black knight · c8 black bishop · d8 black queen · f8 black rook · g8 black king · a7 black pawn · b7 black pawn · c7 black pawn · e7 black bishop · f7 black pawn · g7 black pawn · h7 black pawn · e6 black pawn · f6 black knight · d5 black pawn · c4 white pawn · f3 white knight · g3 white pawn · a2 white pawn · b2 white pawn · d2 white pawn · e2 white pawn · f2 white pawn · g2 white bishop · h2 white pawn · a1 white rook · b1 white knight · c1 white bishop · d1 white queen · f1 white rook · g1 white king | a8 black rook · b8 black knight · c8 black bishop · d8 black queen · f8 black rook · g8 black king · a7 black pawn · b7 black pawn · c7 black pawn · e7 black bishop · f7 black pawn · g7 black pawn · h7 black pawn · e6 black pawn · f6 black knight · d5 black pawn · c4 white pawn · f3 white knight · g3 white pawn · a2 white pawn · b2 white pawn · d2 white pawn · e2 white pawn · f2 white pawn · g2 white bishop · h2 white pawn · a1 white rook · b1 white knight · c1 white bishop · d1 white queen · f1 white rook · g1 white king | a8 black rook · b8 black knight · c8 black bishop · d8 black queen · f8 black rook · g8 black king · a7 black pawn · b7 black pawn · c7 black pawn · e7 black bishop · f7 black pawn · g7 black pawn · h7 black pawn · e6 black pawn · f6 black knight · d5 black pawn · c4 white pawn · f3 white knight · g3 white pawn · a2 white pawn · b2 white pawn · d2 white pawn · e2 white pawn · f2 white pawn · g2 white bishop · h2 white pawn · a1 white rook · b1 white knight · c1 white bishop · d1 white queen · f1 white rook · g1 white king | 8 |
| 7 | a8 black rook · b8 black knight · c8 black bishop · d8 black queen · f8 black rook · g8 black king · a7 black pawn · b7 black pawn · c7 black pawn · e7 black bishop · f7 black pawn · g7 black pawn · h7 black pawn · e6 black pawn · f6 black knight · d5 black pawn · c4 white pawn · f3 white knight · g3 white pawn · a2 white pawn · b2 white pawn · d2 white pawn · e2 white pawn · f2 white pawn · g2 white bishop · h2 white pawn · a1 white rook · b1 white knight · c1 white bishop · d1 white queen · f1 white rook · g1 white king | a8 black rook · b8 black knight · c8 black bishop · d8 black queen · f8 black rook · g8 black king · a7 black pawn · b7 black pawn · c7 black pawn · e7 black bishop · f7 black pawn · g7 black pawn · h7 black pawn · e6 black pawn · f6 black knight · d5 black pawn · c4 white pawn · f3 white knight · g3 white pawn · a2 white pawn · b2 white pawn · d2 white pawn · e2 white pawn · f2 white pawn · g2 white bishop · h2 white pawn · a1 white rook · b1 white knight · c1 white bishop · d1 white queen · f1 white rook · g1 white king | a8 black rook · b8 black knight · c8 black bishop · d8 black queen · f8 black rook · g8 black king · a7 black pawn · b7 black pawn · c7 black pawn · e7 black bishop · f7 black pawn · g7 black pawn · h7 black pawn · e6 black pawn · f6 black knight · d5 black pawn · c4 white pawn · f3 white knight · g3 white pawn · a2 white pawn · b2 white pawn · d2 white pawn · e2 white pawn · f2 white pawn · g2 white bishop · h2 white pawn · a1 white rook · b1 white knight · c1 white bishop · d1 white queen · f1 white rook · g1 white king | a8 black rook · b8 black knight · c8 black bishop · d8 black queen · f8 black rook · g8 black king · a7 black pawn · b7 black pawn · c7 black pawn · e7 black bishop · f7 black pawn · g7 black pawn · h7 black pawn · e6 black pawn · f6 black knight · d5 black pawn · c4 white pawn · f3 white knight · g3 white pawn · a2 white pawn · b2 white pawn · d2 white pawn · e2 white pawn · f2 white pawn · g2 white bishop · h2 white pawn · a1 white rook · b1 white knight · c1 white bishop · d1 white queen · f1 white rook · g1 white king | a8 black rook · b8 black knight · c8 black bishop · d8 black queen · f8 black rook · g8 black king · a7 black pawn · b7 black pawn · c7 black pawn · e7 black bishop · f7 black pawn · g7 black pawn · h7 black pawn · e6 black pawn · f6 black knight · d5 black pawn · c4 white pawn · f3 white knight · g3 white pawn · a2 white pawn · b2 white pawn · d2 white pawn · e2 white pawn · f2 white pawn · g2 white bishop · h2 white pawn · a1 white rook · b1 white knight · c1 white bishop · d1 white queen · f1 white rook · g1 white king | a8 black rook · b8 black knight · c8 black bishop · d8 black queen · f8 black rook · g8 black king · a7 black pawn · b7 black pawn · c7 black pawn · e7 black bishop · f7 black pawn · g7 black pawn · h7 black pawn · e6 black pawn · f6 black knight · d5 black pawn · c4 white pawn · f3 white knight · g3 white pawn · a2 white pawn · b2 white pawn · d2 white pawn · e2 white pawn · f2 white pawn · g2 white bishop · h2 white pawn · a1 white rook · b1 white knight · c1 white bishop · d1 white queen · f1 white rook · g1 white king | a8 black rook · b8 black knight · c8 black bishop · d8 black queen · f8 black rook · g8 black king · a7 black pawn · b7 black pawn · c7 black pawn · e7 black bishop · f7 black pawn · g7 black pawn · h7 black pawn · e6 black pawn · f6 black knight · d5 black pawn · c4 white pawn · f3 white knight · g3 white pawn · a2 white pawn · b2 white pawn · d2 white pawn · e2 white pawn · f2 white pawn · g2 white bishop · h2 white pawn · a1 white rook · b1 white knight · c1 white bishop · d1 white queen · f1 white rook · g1 white king | a8 black rook · b8 black knight · c8 black bishop · d8 black queen · f8 black rook · g8 black king · a7 black pawn · b7 black pawn · c7 black pawn · e7 black bishop · f7 black pawn · g7 black pawn · h7 black pawn · e6 black pawn · f6 black knight · d5 black pawn · c4 white pawn · f3 white knight · g3 white pawn · a2 white pawn · b2 white pawn · d2 white pawn · e2 white pawn · f2 white pawn · g2 white bishop · h2 white pawn · a1 white rook · b1 white knight · c1 white bishop · d1 white queen · f1 white rook · g1 white king | 7 |
| 6 | a8 black rook · b8 black knight · c8 black bishop · d8 black queen · f8 black rook · g8 black king · a7 black pawn · b7 black pawn · c7 black pawn · e7 black bishop · f7 black pawn · g7 black pawn · h7 black pawn · e6 black pawn · f6 black knight · d5 black pawn · c4 white pawn · f3 white knight · g3 white pawn · a2 white pawn · b2 white pawn · d2 white pawn · e2 white pawn · f2 white pawn · g2 white bishop · h2 white pawn · a1 white rook · b1 white knight · c1 white bishop · d1 white queen · f1 white rook · g1 white king | a8 black rook · b8 black knight · c8 black bishop · d8 black queen · f8 black rook · g8 black king · a7 black pawn · b7 black pawn · c7 black pawn · e7 black bishop · f7 black pawn · g7 black pawn · h7 black pawn · e6 black pawn · f6 black knight · d5 black pawn · c4 white pawn · f3 white knight · g3 white pawn · a2 white pawn · b2 white pawn · d2 white pawn · e2 white pawn · f2 white pawn · g2 white bishop · h2 white pawn · a1 white rook · b1 white knight · c1 white bishop · d1 white queen · f1 white rook · g1 white king | a8 black rook · b8 black knight · c8 black bishop · d8 black queen · f8 black rook · g8 black king · a7 black pawn · b7 black pawn · c7 black pawn · e7 black bishop · f7 black pawn · g7 black pawn · h7 black pawn · e6 black pawn · f6 black knight · d5 black pawn · c4 white pawn · f3 white knight · g3 white pawn · a2 white pawn · b2 white pawn · d2 white pawn · e2 white pawn · f2 white pawn · g2 white bishop · h2 white pawn · a1 white rook · b1 white knight · c1 white bishop · d1 white queen · f1 white rook · g1 white king | a8 black rook · b8 black knight · c8 black bishop · d8 black queen · f8 black rook · g8 black king · a7 black pawn · b7 black pawn · c7 black pawn · e7 black bishop · f7 black pawn · g7 black pawn · h7 black pawn · e6 black pawn · f6 black knight · d5 black pawn · c4 white pawn · f3 white knight · g3 white pawn · a2 white pawn · b2 white pawn · d2 white pawn · e2 white pawn · f2 white pawn · g2 white bishop · h2 white pawn · a1 white rook · b1 white knight · c1 white bishop · d1 white queen · f1 white rook · g1 white king | a8 black rook · b8 black knight · c8 black bishop · d8 black queen · f8 black rook · g8 black king · a7 black pawn · b7 black pawn · c7 black pawn · e7 black bishop · f7 black pawn · g7 black pawn · h7 black pawn · e6 black pawn · f6 black knight · d5 black pawn · c4 white pawn · f3 white knight · g3 white pawn · a2 white pawn · b2 white pawn · d2 white pawn · e2 white pawn · f2 white pawn · g2 white bishop · h2 white pawn · a1 white rook · b1 white knight · c1 white bishop · d1 white queen · f1 white rook · g1 white king | a8 black rook · b8 black knight · c8 black bishop · d8 black queen · f8 black rook · g8 black king · a7 black pawn · b7 black pawn · c7 black pawn · e7 black bishop · f7 black pawn · g7 black pawn · h7 black pawn · e6 black pawn · f6 black knight · d5 black pawn · c4 white pawn · f3 white knight · g3 white pawn · a2 white pawn · b2 white pawn · d2 white pawn · e2 white pawn · f2 white pawn · g2 white bishop · h2 white pawn · a1 white rook · b1 white knight · c1 white bishop · d1 white queen · f1 white rook · g1 white king | a8 black rook · b8 black knight · c8 black bishop · d8 black queen · f8 black rook · g8 black king · a7 black pawn · b7 black pawn · c7 black pawn · e7 black bishop · f7 black pawn · g7 black pawn · h7 black pawn · e6 black pawn · f6 black knight · d5 black pawn · c4 white pawn · f3 white knight · g3 white pawn · a2 white pawn · b2 white pawn · d2 white pawn · e2 white pawn · f2 white pawn · g2 white bishop · h2 white pawn · a1 white rook · b1 white knight · c1 white bishop · d1 white queen · f1 white rook · g1 white king | a8 black rook · b8 black knight · c8 black bishop · d8 black queen · f8 black rook · g8 black king · a7 black pawn · b7 black pawn · c7 black pawn · e7 black bishop · f7 black pawn · g7 black pawn · h7 black pawn · e6 black pawn · f6 black knight · d5 black pawn · c4 white pawn · f3 white knight · g3 white pawn · a2 white pawn · b2 white pawn · d2 white pawn · e2 white pawn · f2 white pawn · g2 white bishop · h2 white pawn · a1 white rook · b1 white knight · c1 white bishop · d1 white queen · f1 white rook · g1 white king | 6 |
| 5 | a8 black rook · b8 black knight · c8 black bishop · d8 black queen · f8 black rook · g8 black king · a7 black pawn · b7 black pawn · c7 black pawn · e7 black bishop · f7 black pawn · g7 black pawn · h7 black pawn · e6 black pawn · f6 black knight · d5 black pawn · c4 white pawn · f3 white knight · g3 white pawn · a2 white pawn · b2 white pawn · d2 white pawn · e2 white pawn · f2 white pawn · g2 white bishop · h2 white pawn · a1 white rook · b1 white knight · c1 white bishop · d1 white queen · f1 white rook · g1 white king | a8 black rook · b8 black knight · c8 black bishop · d8 black queen · f8 black rook · g8 black king · a7 black pawn · b7 black pawn · c7 black pawn · e7 black bishop · f7 black pawn · g7 black pawn · h7 black pawn · e6 black pawn · f6 black knight · d5 black pawn · c4 white pawn · f3 white knight · g3 white pawn · a2 white pawn · b2 white pawn · d2 white pawn · e2 white pawn · f2 white pawn · g2 white bishop · h2 white pawn · a1 white rook · b1 white knight · c1 white bishop · d1 white queen · f1 white rook · g1 white king | a8 black rook · b8 black knight · c8 black bishop · d8 black queen · f8 black rook · g8 black king · a7 black pawn · b7 black pawn · c7 black pawn · e7 black bishop · f7 black pawn · g7 black pawn · h7 black pawn · e6 black pawn · f6 black knight · d5 black pawn · c4 white pawn · f3 white knight · g3 white pawn · a2 white pawn · b2 white pawn · d2 white pawn · e2 white pawn · f2 white pawn · g2 white bishop · h2 white pawn · a1 white rook · b1 white knight · c1 white bishop · d1 white queen · f1 white rook · g1 white king | a8 black rook · b8 black knight · c8 black bishop · d8 black queen · f8 black rook · g8 black king · a7 black pawn · b7 black pawn · c7 black pawn · e7 black bishop · f7 black pawn · g7 black pawn · h7 black pawn · e6 black pawn · f6 black knight · d5 black pawn · c4 white pawn · f3 white knight · g3 white pawn · a2 white pawn · b2 white pawn · d2 white pawn · e2 white pawn · f2 white pawn · g2 white bishop · h2 white pawn · a1 white rook · b1 white knight · c1 white bishop · d1 white queen · f1 white rook · g1 white king | a8 black rook · b8 black knight · c8 black bishop · d8 black queen · f8 black rook · g8 black king · a7 black pawn · b7 black pawn · c7 black pawn · e7 black bishop · f7 black pawn · g7 black pawn · h7 black pawn · e6 black pawn · f6 black knight · d5 black pawn · c4 white pawn · f3 white knight · g3 white pawn · a2 white pawn · b2 white pawn · d2 white pawn · e2 white pawn · f2 white pawn · g2 white bishop · h2 white pawn · a1 white rook · b1 white knight · c1 white bishop · d1 white queen · f1 white rook · g1 white king | a8 black rook · b8 black knight · c8 black bishop · d8 black queen · f8 black rook · g8 black king · a7 black pawn · b7 black pawn · c7 black pawn · e7 black bishop · f7 black pawn · g7 black pawn · h7 black pawn · e6 black pawn · f6 black knight · d5 black pawn · c4 white pawn · f3 white knight · g3 white pawn · a2 white pawn · b2 white pawn · d2 white pawn · e2 white pawn · f2 white pawn · g2 white bishop · h2 white pawn · a1 white rook · b1 white knight · c1 white bishop · d1 white queen · f1 white rook · g1 white king | a8 black rook · b8 black knight · c8 black bishop · d8 black queen · f8 black rook · g8 black king · a7 black pawn · b7 black pawn · c7 black pawn · e7 black bishop · f7 black pawn · g7 black pawn · h7 black pawn · e6 black pawn · f6 black knight · d5 black pawn · c4 white pawn · f3 white knight · g3 white pawn · a2 white pawn · b2 white pawn · d2 white pawn · e2 white pawn · f2 white pawn · g2 white bishop · h2 white pawn · a1 white rook · b1 white knight · c1 white bishop · d1 white queen · f1 white rook · g1 white king | a8 black rook · b8 black knight · c8 black bishop · d8 black queen · f8 black rook · g8 black king · a7 black pawn · b7 black pawn · c7 black pawn · e7 black bishop · f7 black pawn · g7 black pawn · h7 black pawn · e6 black pawn · f6 black knight · d5 black pawn · c4 white pawn · f3 white knight · g3 white pawn · a2 white pawn · b2 white pawn · d2 white pawn · e2 white pawn · f2 white pawn · g2 white bishop · h2 white pawn · a1 white rook · b1 white knight · c1 white bishop · d1 white queen · f1 white rook · g1 white king | 5 |
| 4 | a8 black rook · b8 black knight · c8 black bishop · d8 black queen · f8 black rook · g8 black king · a7 black pawn · b7 black pawn · c7 black pawn · e7 black bishop · f7 black pawn · g7 black pawn · h7 black pawn · e6 black pawn · f6 black knight · d5 black pawn · c4 white pawn · f3 white knight · g3 white pawn · a2 white pawn · b2 white pawn · d2 white pawn · e2 white pawn · f2 white pawn · g2 white bishop · h2 white pawn · a1 white rook · b1 white knight · c1 white bishop · d1 white queen · f1 white rook · g1 white king | a8 black rook · b8 black knight · c8 black bishop · d8 black queen · f8 black rook · g8 black king · a7 black pawn · b7 black pawn · c7 black pawn · e7 black bishop · f7 black pawn · g7 black pawn · h7 black pawn · e6 black pawn · f6 black knight · d5 black pawn · c4 white pawn · f3 white knight · g3 white pawn · a2 white pawn · b2 white pawn · d2 white pawn · e2 white pawn · f2 white pawn · g2 white bishop · h2 white pawn · a1 white rook · b1 white knight · c1 white bishop · d1 white queen · f1 white rook · g1 white king | a8 black rook · b8 black knight · c8 black bishop · d8 black queen · f8 black rook · g8 black king · a7 black pawn · b7 black pawn · c7 black pawn · e7 black bishop · f7 black pawn · g7 black pawn · h7 black pawn · e6 black pawn · f6 black knight · d5 black pawn · c4 white pawn · f3 white knight · g3 white pawn · a2 white pawn · b2 white pawn · d2 white pawn · e2 white pawn · f2 white pawn · g2 white bishop · h2 white pawn · a1 white rook · b1 white knight · c1 white bishop · d1 white queen · f1 white rook · g1 white king | a8 black rook · b8 black knight · c8 black bishop · d8 black queen · f8 black rook · g8 black king · a7 black pawn · b7 black pawn · c7 black pawn · e7 black bishop · f7 black pawn · g7 black pawn · h7 black pawn · e6 black pawn · f6 black knight · d5 black pawn · c4 white pawn · f3 white knight · g3 white pawn · a2 white pawn · b2 white pawn · d2 white pawn · e2 white pawn · f2 white pawn · g2 white bishop · h2 white pawn · a1 white rook · b1 white knight · c1 white bishop · d1 white queen · f1 white rook · g1 white king | a8 black rook · b8 black knight · c8 black bishop · d8 black queen · f8 black rook · g8 black king · a7 black pawn · b7 black pawn · c7 black pawn · e7 black bishop · f7 black pawn · g7 black pawn · h7 black pawn · e6 black pawn · f6 black knight · d5 black pawn · c4 white pawn · f3 white knight · g3 white pawn · a2 white pawn · b2 white pawn · d2 white pawn · e2 white pawn · f2 white pawn · g2 white bishop · h2 white pawn · a1 white rook · b1 white knight · c1 white bishop · d1 white queen · f1 white rook · g1 white king | a8 black rook · b8 black knight · c8 black bishop · d8 black queen · f8 black rook · g8 black king · a7 black pawn · b7 black pawn · c7 black pawn · e7 black bishop · f7 black pawn · g7 black pawn · h7 black pawn · e6 black pawn · f6 black knight · d5 black pawn · c4 white pawn · f3 white knight · g3 white pawn · a2 white pawn · b2 white pawn · d2 white pawn · e2 white pawn · f2 white pawn · g2 white bishop · h2 white pawn · a1 white rook · b1 white knight · c1 white bishop · d1 white queen · f1 white rook · g1 white king | a8 black rook · b8 black knight · c8 black bishop · d8 black queen · f8 black rook · g8 black king · a7 black pawn · b7 black pawn · c7 black pawn · e7 black bishop · f7 black pawn · g7 black pawn · h7 black pawn · e6 black pawn · f6 black knight · d5 black pawn · c4 white pawn · f3 white knight · g3 white pawn · a2 white pawn · b2 white pawn · d2 white pawn · e2 white pawn · f2 white pawn · g2 white bishop · h2 white pawn · a1 white rook · b1 white knight · c1 white bishop · d1 white queen · f1 white rook · g1 white king | a8 black rook · b8 black knight · c8 black bishop · d8 black queen · f8 black rook · g8 black king · a7 black pawn · b7 black pawn · c7 black pawn · e7 black bishop · f7 black pawn · g7 black pawn · h7 black pawn · e6 black pawn · f6 black knight · d5 black pawn · c4 white pawn · f3 white knight · g3 white pawn · a2 white pawn · b2 white pawn · d2 white pawn · e2 white pawn · f2 white pawn · g2 white bishop · h2 white pawn · a1 white rook · b1 white knight · c1 white bishop · d1 white queen · f1 white rook · g1 white king | 4 |
| 3 | a8 black rook · b8 black knight · c8 black bishop · d8 black queen · f8 black rook · g8 black king · a7 black pawn · b7 black pawn · c7 black pawn · e7 black bishop · f7 black pawn · g7 black pawn · h7 black pawn · e6 black pawn · f6 black knight · d5 black pawn · c4 white pawn · f3 white knight · g3 white pawn · a2 white pawn · b2 white pawn · d2 white pawn · e2 white pawn · f2 white pawn · g2 white bishop · h2 white pawn · a1 white rook · b1 white knight · c1 white bishop · d1 white queen · f1 white rook · g1 white king | a8 black rook · b8 black knight · c8 black bishop · d8 black queen · f8 black rook · g8 black king · a7 black pawn · b7 black pawn · c7 black pawn · e7 black bishop · f7 black pawn · g7 black pawn · h7 black pawn · e6 black pawn · f6 black knight · d5 black pawn · c4 white pawn · f3 white knight · g3 white pawn · a2 white pawn · b2 white pawn · d2 white pawn · e2 white pawn · f2 white pawn · g2 white bishop · h2 white pawn · a1 white rook · b1 white knight · c1 white bishop · d1 white queen · f1 white rook · g1 white king | a8 black rook · b8 black knight · c8 black bishop · d8 black queen · f8 black rook · g8 black king · a7 black pawn · b7 black pawn · c7 black pawn · e7 black bishop · f7 black pawn · g7 black pawn · h7 black pawn · e6 black pawn · f6 black knight · d5 black pawn · c4 white pawn · f3 white knight · g3 white pawn · a2 white pawn · b2 white pawn · d2 white pawn · e2 white pawn · f2 white pawn · g2 white bishop · h2 white pawn · a1 white rook · b1 white knight · c1 white bishop · d1 white queen · f1 white rook · g1 white king | a8 black rook · b8 black knight · c8 black bishop · d8 black queen · f8 black rook · g8 black king · a7 black pawn · b7 black pawn · c7 black pawn · e7 black bishop · f7 black pawn · g7 black pawn · h7 black pawn · e6 black pawn · f6 black knight · d5 black pawn · c4 white pawn · f3 white knight · g3 white pawn · a2 white pawn · b2 white pawn · d2 white pawn · e2 white pawn · f2 white pawn · g2 white bishop · h2 white pawn · a1 white rook · b1 white knight · c1 white bishop · d1 white queen · f1 white rook · g1 white king | a8 black rook · b8 black knight · c8 black bishop · d8 black queen · f8 black rook · g8 black king · a7 black pawn · b7 black pawn · c7 black pawn · e7 black bishop · f7 black pawn · g7 black pawn · h7 black pawn · e6 black pawn · f6 black knight · d5 black pawn · c4 white pawn · f3 white knight · g3 white pawn · a2 white pawn · b2 white pawn · d2 white pawn · e2 white pawn · f2 white pawn · g2 white bishop · h2 white pawn · a1 white rook · b1 white knight · c1 white bishop · d1 white queen · f1 white rook · g1 white king | a8 black rook · b8 black knight · c8 black bishop · d8 black queen · f8 black rook · g8 black king · a7 black pawn · b7 black pawn · c7 black pawn · e7 black bishop · f7 black pawn · g7 black pawn · h7 black pawn · e6 black pawn · f6 black knight · d5 black pawn · c4 white pawn · f3 white knight · g3 white pawn · a2 white pawn · b2 white pawn · d2 white pawn · e2 white pawn · f2 white pawn · g2 white bishop · h2 white pawn · a1 white rook · b1 white knight · c1 white bishop · d1 white queen · f1 white rook · g1 white king | a8 black rook · b8 black knight · c8 black bishop · d8 black queen · f8 black rook · g8 black king · a7 black pawn · b7 black pawn · c7 black pawn · e7 black bishop · f7 black pawn · g7 black pawn · h7 black pawn · e6 black pawn · f6 black knight · d5 black pawn · c4 white pawn · f3 white knight · g3 white pawn · a2 white pawn · b2 white pawn · d2 white pawn · e2 white pawn · f2 white pawn · g2 white bishop · h2 white pawn · a1 white rook · b1 white knight · c1 white bishop · d1 white queen · f1 white rook · g1 white king | a8 black rook · b8 black knight · c8 black bishop · d8 black queen · f8 black rook · g8 black king · a7 black pawn · b7 black pawn · c7 black pawn · e7 black bishop · f7 black pawn · g7 black pawn · h7 black pawn · e6 black pawn · f6 black knight · d5 black pawn · c4 white pawn · f3 white knight · g3 white pawn · a2 white pawn · b2 white pawn · d2 white pawn · e2 white pawn · f2 white pawn · g2 white bishop · h2 white pawn · a1 white rook · b1 white knight · c1 white bishop · d1 white queen · f1 white rook · g1 white king | 3 |
| 2 | a8 black rook · b8 black knight · c8 black bishop · d8 black queen · f8 black rook · g8 black king · a7 black pawn · b7 black pawn · c7 black pawn · e7 black bishop · f7 black pawn · g7 black pawn · h7 black pawn · e6 black pawn · f6 black knight · d5 black pawn · c4 white pawn · f3 white knight · g3 white pawn · a2 white pawn · b2 white pawn · d2 white pawn · e2 white pawn · f2 white pawn · g2 white bishop · h2 white pawn · a1 white rook · b1 white knight · c1 white bishop · d1 white queen · f1 white rook · g1 white king | a8 black rook · b8 black knight · c8 black bishop · d8 black queen · f8 black rook · g8 black king · a7 black pawn · b7 black pawn · c7 black pawn · e7 black bishop · f7 black pawn · g7 black pawn · h7 black pawn · e6 black pawn · f6 black knight · d5 black pawn · c4 white pawn · f3 white knight · g3 white pawn · a2 white pawn · b2 white pawn · d2 white pawn · e2 white pawn · f2 white pawn · g2 white bishop · h2 white pawn · a1 white rook · b1 white knight · c1 white bishop · d1 white queen · f1 white rook · g1 white king | a8 black rook · b8 black knight · c8 black bishop · d8 black queen · f8 black rook · g8 black king · a7 black pawn · b7 black pawn · c7 black pawn · e7 black bishop · f7 black pawn · g7 black pawn · h7 black pawn · e6 black pawn · f6 black knight · d5 black pawn · c4 white pawn · f3 white knight · g3 white pawn · a2 white pawn · b2 white pawn · d2 white pawn · e2 white pawn · f2 white pawn · g2 white bishop · h2 white pawn · a1 white rook · b1 white knight · c1 white bishop · d1 white queen · f1 white rook · g1 white king | a8 black rook · b8 black knight · c8 black bishop · d8 black queen · f8 black rook · g8 black king · a7 black pawn · b7 black pawn · c7 black pawn · e7 black bishop · f7 black pawn · g7 black pawn · h7 black pawn · e6 black pawn · f6 black knight · d5 black pawn · c4 white pawn · f3 white knight · g3 white pawn · a2 white pawn · b2 white pawn · d2 white pawn · e2 white pawn · f2 white pawn · g2 white bishop · h2 white pawn · a1 white rook · b1 white knight · c1 white bishop · d1 white queen · f1 white rook · g1 white king | a8 black rook · b8 black knight · c8 black bishop · d8 black queen · f8 black rook · g8 black king · a7 black pawn · b7 black pawn · c7 black pawn · e7 black bishop · f7 black pawn · g7 black pawn · h7 black pawn · e6 black pawn · f6 black knight · d5 black pawn · c4 white pawn · f3 white knight · g3 white pawn · a2 white pawn · b2 white pawn · d2 white pawn · e2 white pawn · f2 white pawn · g2 white bishop · h2 white pawn · a1 white rook · b1 white knight · c1 white bishop · d1 white queen · f1 white rook · g1 white king | a8 black rook · b8 black knight · c8 black bishop · d8 black queen · f8 black rook · g8 black king · a7 black pawn · b7 black pawn · c7 black pawn · e7 black bishop · f7 black pawn · g7 black pawn · h7 black pawn · e6 black pawn · f6 black knight · d5 black pawn · c4 white pawn · f3 white knight · g3 white pawn · a2 white pawn · b2 white pawn · d2 white pawn · e2 white pawn · f2 white pawn · g2 white bishop · h2 white pawn · a1 white rook · b1 white knight · c1 white bishop · d1 white queen · f1 white rook · g1 white king | a8 black rook · b8 black knight · c8 black bishop · d8 black queen · f8 black rook · g8 black king · a7 black pawn · b7 black pawn · c7 black pawn · e7 black bishop · f7 black pawn · g7 black pawn · h7 black pawn · e6 black pawn · f6 black knight · d5 black pawn · c4 white pawn · f3 white knight · g3 white pawn · a2 white pawn · b2 white pawn · d2 white pawn · e2 white pawn · f2 white pawn · g2 white bishop · h2 white pawn · a1 white rook · b1 white knight · c1 white bishop · d1 white queen · f1 white rook · g1 white king | a8 black rook · b8 black knight · c8 black bishop · d8 black queen · f8 black rook · g8 black king · a7 black pawn · b7 black pawn · c7 black pawn · e7 black bishop · f7 black pawn · g7 black pawn · h7 black pawn · e6 black pawn · f6 black knight · d5 black pawn · c4 white pawn · f3 white knight · g3 white pawn · a2 white pawn · b2 white pawn · d2 white pawn · e2 white pawn · f2 white pawn · g2 white bishop · h2 white pawn · a1 white rook · b1 white knight · c1 white bishop · d1 white queen · f1 white rook · g1 white king | 2 |
| 1 | a8 black rook · b8 black knight · c8 black bishop · d8 black queen · f8 black rook · g8 black king · a7 black pawn · b7 black pawn · c7 black pawn · e7 black bishop · f7 black pawn · g7 black pawn · h7 black pawn · e6 black pawn · f6 black knight · d5 black pawn · c4 white pawn · f3 white knight · g3 white pawn · a2 white pawn · b2 white pawn · d2 white pawn · e2 white pawn · f2 white pawn · g2 white bishop · h2 white pawn · a1 white rook · b1 white knight · c1 white bishop · d1 white queen · f1 white rook · g1 white king | a8 black rook · b8 black knight · c8 black bishop · d8 black queen · f8 black rook · g8 black king · a7 black pawn · b7 black pawn · c7 black pawn · e7 black bishop · f7 black pawn · g7 black pawn · h7 black pawn · e6 black pawn · f6 black knight · d5 black pawn · c4 white pawn · f3 white knight · g3 white pawn · a2 white pawn · b2 white pawn · d2 white pawn · e2 white pawn · f2 white pawn · g2 white bishop · h2 white pawn · a1 white rook · b1 white knight · c1 white bishop · d1 white queen · f1 white rook · g1 white king | a8 black rook · b8 black knight · c8 black bishop · d8 black queen · f8 black rook · g8 black king · a7 black pawn · b7 black pawn · c7 black pawn · e7 black bishop · f7 black pawn · g7 black pawn · h7 black pawn · e6 black pawn · f6 black knight · d5 black pawn · c4 white pawn · f3 white knight · g3 white pawn · a2 white pawn · b2 white pawn · d2 white pawn · e2 white pawn · f2 white pawn · g2 white bishop · h2 white pawn · a1 white rook · b1 white knight · c1 white bishop · d1 white queen · f1 white rook · g1 white king | a8 black rook · b8 black knight · c8 black bishop · d8 black queen · f8 black rook · g8 black king · a7 black pawn · b7 black pawn · c7 black pawn · e7 black bishop · f7 black pawn · g7 black pawn · h7 black pawn · e6 black pawn · f6 black knight · d5 black pawn · c4 white pawn · f3 white knight · g3 white pawn · a2 white pawn · b2 white pawn · d2 white pawn · e2 white pawn · f2 white pawn · g2 white bishop · h2 white pawn · a1 white rook · b1 white knight · c1 white bishop · d1 white queen · f1 white rook · g1 white king | a8 black rook · b8 black knight · c8 black bishop · d8 black queen · f8 black rook · g8 black king · a7 black pawn · b7 black pawn · c7 black pawn · e7 black bishop · f7 black pawn · g7 black pawn · h7 black pawn · e6 black pawn · f6 black knight · d5 black pawn · c4 white pawn · f3 white knight · g3 white pawn · a2 white pawn · b2 white pawn · d2 white pawn · e2 white pawn · f2 white pawn · g2 white bishop · h2 white pawn · a1 white rook · b1 white knight · c1 white bishop · d1 white queen · f1 white rook · g1 white king | a8 black rook · b8 black knight · c8 black bishop · d8 black queen · f8 black rook · g8 black king · a7 black pawn · b7 black pawn · c7 black pawn · e7 black bishop · f7 black pawn · g7 black pawn · h7 black pawn · e6 black pawn · f6 black knight · d5 black pawn · c4 white pawn · f3 white knight · g3 white pawn · a2 white pawn · b2 white pawn · d2 white pawn · e2 white pawn · f2 white pawn · g2 white bishop · h2 white pawn · a1 white rook · b1 white knight · c1 white bishop · d1 white queen · f1 white rook · g1 white king | a8 black rook · b8 black knight · c8 black bishop · d8 black queen · f8 black rook · g8 black king · a7 black pawn · b7 black pawn · c7 black pawn · e7 black bishop · f7 black pawn · g7 black pawn · h7 black pawn · e6 black pawn · f6 black knight · d5 black pawn · c4 white pawn · f3 white knight · g3 white pawn · a2 white pawn · b2 white pawn · d2 white pawn · e2 white pawn · f2 white pawn · g2 white bishop · h2 white pawn · a1 white rook · b1 white knight · c1 white bishop · d1 white queen · f1 white rook · g1 white king | a8 black rook · b8 black knight · c8 black bishop · d8 black queen · f8 black rook · g8 black king · a7 black pawn · b7 black pawn · c7 black pawn · e7 black bishop · f7 black pawn · g7 black pawn · h7 black pawn · e6 black pawn · f6 black knight · d5 black pawn · c4 white pawn · f3 white knight · g3 white pawn · a2 white pawn · b2 white pawn · d2 white pawn · e2 white pawn · f2 white pawn · g2 white bishop · h2 white pawn · a1 white rook · b1 white knight · c1 white bishop · d1 white queen · f1 white rook · g1 white king | 1 |
|   | a | b | c | d | e | f | g | h |   |

 Након 2.ц4 е6, бијели може играти 3.д4, преносећи на одбијени дамин гамбит.
3.г3 Сф6 је Нео-Каталонско отварање. 
Послије 4. Лг2, црни може играти. . . Ле7 или ... дхц4. Послије 4. . . Ле7, бијели може да игра 5.д4, преносећи се на затворено каталонско отварање. 
У супротном бијели може рокирати, а затим и црни вјероватно рокира. 
1. Сф3 д5 2.ц4 е6 3.г3 Сф6 4. Лг2 Ле7 5.0-0 0-0 6.д4 до
1.д4 Сф6 2.ц4 е6 3. Сф3 д5 4.г3 Ле7 5. Лг2 0-0 6.0-0
Са 4 ... дхц4 до 4. Лг2, бијелов најчешћи потез је 5. Да4 +, а то неће одговарати линији 1.д4. 
Послије 2.ц4 ц6, бијели може играти 3.д4, преносећи се у словенску одбрану.
Након 2.ц4 ц6 3.е3 Сф6, бијели може играти 4.д4, преносећи се у словенску одбрану.
Након 2.ц4 ц6 3.е3 Сф6 4. Сц3 е6, бијели може играти 5.д4, преносећи се у полусловенску одбрану.
Међутим, бијели умјесто тога може да игра 5.б3.